# Amplexidiscus
Amplexidiscus is een geslacht van neteldieren uit de klasse van de Anthozoa (bloemdieren).

## Soort
- Amplexidiscus fenestrafer Dunn & Hamner, 1980